# 马来西亚华人公会会旗
马来西亚华人公会会旗是馬來西亞華人公會（马华）的代表旗帜。

## 历史
1958年，莫源和簡彩生設計了馬華黨旗。

马华旧党旗 (1958年-1963年)

现如今的马华党旗 (1963年-至今)

2007年3月11日，莫源和簡彩生出席了馬華50週年黨慶，進行了移交黨旗給馬華總會長黃家定的儀式。

## 马华党旗的意义
马华党旗其实是馬來西亞國旗的藍底弯月黃星的约1／4部分，以代表马来西亚华人对建国有1／4的功勞，取走彎月图案是因为多数华人並非回教徒。马华党旗上的黃星本只有11个光芒，与当时的马来亚联合邦国旗一样，代表马来亚11个州属。

马来亚联合邦旗
马华党旗十一角星旗取自国旗藍底弯月黃星的约1／4部分，在1958年至1963年中使用

1963年马来西亚成立，国旗换成14芒星，代表14个州属，马华党旗跟进；新加坡脱离马来西亚后，多出的一芒代表联邦政府。

马来西亚国旗
马华党旗十四角星旗取自国旗藍底弯月黃星的1／4部分，代表华人对建国的1／4功勞

## 相似旗帜
因马华党旗的图案与中国国民党的党旗青天白日旗相似，而且莫源和簡彩生曾经参加过中华民国国民革命军，常令人误会马华党旗十四角星旗的设计概念来自中华民国青天白日旗，但二人声称并无此事。兩黨過去同樣也是信奉堅定的反共主義。马华党旗与中国国民党的党旗青天白日旗类似，常引起误会。

十四角星旗
青天白日旗